# کلاوس اوهوبر
کلاوس اوهوبر (انگلیسی: Klaus Auhuber؛ زادهٔ تاریخ ورودی نامعتبر است) ورزشکار هاکی روی یخ اهل آلمان است.
وی در مسابقات کشوری و بین‌المللی در مجموع برندهٔ ۱ مدال برنز شده‌است.